# 376P/LONEOS
376P/LONEOS è una cometa periodica appartenente alla famiglia delle comete gioviane. La cometa è stata scoperta il 20 maggio 2005 , tempo dopo furono scoperte immagini di prescoperta risalenti al 2 aprile 2005 , la sua riscoperta il 4 dicembre 2018  ha permesso di numerarla.

## Orbita
La cometa ha una MOID col pianeta Giove di sole 0,046 ua. Questa piccola MOID comporta la possibilità di passaggi estremamente ravvicinati tra i due corpi con conseguenti cambiamenti, anche drastici, degli elementi orbitali attuali della cometa. Il 4 novembre 2156 i due corpi celesti passeranno a 0,125 ua di distanza.